# ククリット・プラーモート
ククリット・プラモート（タイ：หม่อมราชวงศ์คึกฤทธิ์ ปราโมช、英：Kukrit Pramoj、1911年4月20日 - 1995年10月9日）はタイの政治家、作家である。1975年から1976年にかけて首相を務めた。1985年には国家芸術家に指定された。

## 経歴
モムラーチャウォン・ククリット・プラモートは、1911年4月20日にシンブリー県インブリー郡タンボン・バーンナー付近のチャオプラヤー川の船上で生まれた。カムロップ親王（ラーマ2世の孫、警察局長官）とブンナーク家出身のモム・デンとの間の第六子である(抗日運動自由タイ運動の指導者であり、第二次世界大戦後首相を務めた兄セーニー・プラーモートは第四子)。ククリットという名は「元気で力あるもの」を意味し、大きな声で泣く元気な赤子であったことから、ラーマ5世の正妻であったシーパッチャリン王妃が名づけた。
1936年、モムラーチャウォンイン・パックプリン・トーンヤイと結婚し、モムルワン・ローンリット・プラモートとモムルワンイン・ウィスミットター・プラモートの二子をもうけた。ククリットはサートーンタイのソイ・スワンプルーの横路地であるソイ・ピニットにあった邸宅に好んで住んだ。この邸宅は今なお「ソイ・スワンプルー邸」として知られている。
ククリットはさまざまな分野で多くの業績を残した品格ある人物として知られており、特に文学、演劇、さらに政治の分野の業績は有名である。
政治の分野では、1945年に進歩党を結成した。1950年にはタイ語日刊新聞『サヤーム・ラット』を創刊。1974年には18名しか党員のいない社会行動党を結成し党首となり、直ちに国務相に就任。1975年にはタイ王国首相に就任した。大蔵大臣にはブンチュー・ロージャナサティアン（บุญชู โรจนเสถียร、黃聞波）が就任し、地方への助成分配政策（グーンパン、เงินผัน）を行った。政治活動中は雄弁家として知られ、タイの言葉遊び(カムプアン)を用いて自身について「ククリットは深慮なのです。」(คึกฤทธิ์ ก็คือ คิดลึก）などと語ったことがあった。
文学の分野では、タイ王国で名著として名高い『王朝四代記』などを著し、さまざまな賞を受賞している。またククリットは映画俳優でもあり、タイの首相に就任する前の1963年にマーロン・ブランド出演の映画 『The Ugly American (1963)』(醜いアメリカ人)で、東南アジア地域の想像上の国家「サーカン国」の首相として出演している。その後、1983年にも、スラシー・パータム監督、ソラポン・チャートリー主演 映画 「Phu Thaen Nok Sapha(1983)」(ผู้แทนนอกสภา：「国会の外の代議士」(仮訳)）に出演している。
ククリットは1995年10月5日に84歳で亡くなった。2007年にタイ王国文化省はユネスコの世界にとって重要個人としてククリットの名を上げ登録を申請している。

## 学歴
ワッタナーウィタヤーライ校（後宮）で修学後、スワングラープウィタヤーライ校に進学。その後イギリスのトレント・カレッジに留学。さらにオックスフォード大学クィーンズ・カレッジに入学し、哲学、政治、経済の学士号(優等学位)を取得。（さらに3年後、同大学から優等学位を所有する学生への慣習から修士号を授与される。）

## ククリット・ハウス
チーク材を用いたアユタヤ様式の伝統的な造りの邸宅である。伝統文化の保存に強い関心があったククリットのコレクションが展示され、土日祝日の午前10時―午後5時の間、一般公開されている。バンコクのサートーンタイ、ソイ・プラピニット19にある。

## 『サヤーム・ラット』紙掲載の評論「十二月八日」
日本国内では、ククリットがジャーナリスト時代に『サヤーム・ラット』紙で発表した「十二月八日」と題する署名記事の内容だとして、「日本のおかげで、アジアの諸国はすべて独立した。日本というお母さんは、難産して母体をそこなったが、生まれた子供はすくすくと育っている。」から始まる長文が流布している。この文章は書籍・雑誌・インターネット上の記事などで多数引用され、再引用や孫引きの繰り返しによって様々なバージョンが存在している。この文言は、日本会議の公式サイトや田母神俊雄の著作など右派論者によって頻繁に引用されており、藤岡信勝が設立した「新しい歴史教科書をつくる会」の『新しい歴史教科書』にも採用されている。
このフレーズは、大東亜戦争を「アジア解放戦争」として正当化・肯定する主張の象徴として用いられ、戦争の目的を「欧米からアジアを解放した日本」「アジア諸国から感謝・称賛される日本」というイメージの構築に結びつけ、歴史修正主義運動の中で伝説的ストーリーとして形成されてきた。
しかし、このエピソードの典拠は明らかでなく、『サヤーム・ラット』紙の記事にも上記の文章は見つかっていない。百田尚樹『日本国紀』は同記事を『サヤーム・ラット』紙昭和30年（1955年）12月8日の掲載記事と紹介しているが、当日の紙面に該当する記述は存在しない。同記事は名越二荒之助によって創作されて広まったものと指摘されている。
なお、名越二荒之助『大東亜戦争を見直そう』（原書房、1968年）以前の文献では、『青年学徒の祈り・紀元節復活のために』（日本青年問題研究会、1960年）所収の難波江通泰論文「近代日本歴史と国際関係――紀元節を考えるに当って」に「タイ国の記者ククリット・プラモード氏の言」として同じ趣旨の文章が引用されているが、これにも文書の典拠は記されていない。

## 著作
代表作『王朝四代記』『赤い竹』『多くの生涯』が「ククリット・プラモート三部作」「タイ現代文学の傑作」と高く評価される。

### 小説
- Sam Kok Chabap Nai Thun (สามก๊กฉบับนายทุน; 1951) ISBN 9749906160
- 『赤い竹』 (ไผ่แดง; 1954) ISBN 9749906187
- Su Si Thai Hao (ซูสีไทเฮา; 1957) ISBN 9749906152
- 『王朝四代記』 (สี่แผ่นดิน) ISBN 9749906209
- Kawao Thi Bang Phleng (กาเหว่าที่บางเพลง; 1989) ISBN 9749906195
- 『幾多の生命』 (หลายชีวิต) ISBN 9746901192
- Khun Chang Khun Phaen (ขุนช้างขุนแผน; 1989) ISBN 9746901664

### 短編
- Phuean Non (เพื่อนนอน; short stories, 1952) ISBN 9749906314
- Sapphere Khadi (สัพเพเหระคดี) ISBN 974923216X

### ノンフィクション
- Phama Sia Mueang (พม่าเสียเมือง; 1967) ISBN 9749906276, 9746900307
- Huang Mahannop (ห้วงมหรรณพ; 1959) ISBN 9746900609
- Chak Yipun (ฉากญี่ปุ่น; 1962) ISBN 9749906284
- Mueang Maya (เมืองมายา; 1965) ISBN 9746903527
- Khon Rak Ma (คนรักหมา; 1967) ISBN 9746901028
- Wai Run (วัยรุ่น; 1980) ISBN 9749906322
- Thamma Khadi (ธรรมคดี; 1983) ISBN 9749906306
- Khrong Kraduk Nai Tu (โครงกระดูกในตู้) ISBN 9746901311
- Chao Lok (เจ้าโลก) ISBN 9749906268
- Kritsadaphinihan An Bot Bang Mi Dai (กฤษฎาภินิหารอันบดบังมิได้) ISBN 9746901893, 9749906357
- Chang Nai Chiwit Khong Phom (ช้างในชีวิตของผม) ISBN 9746905147
- Phra Phutthasatsana Kap Khuekrit (พระพุทธศาสนากับคึกฤทธิ์) ISBN 9749336410
- Kho Khit Rueang Koet Kae Chep Tai (ข้อคิดเรื่อง เกิด แก่ เจ็บ ตาย) ISBN 9746903829
- Songkhram Phio (สงครามผิว) ISBN 974990625X
- Thok Khamen (ถกเขมร) ISBN 9746901052
- Banthoeng Roeng Rom (บันเทิงเริงรมย์) ISBN 9749906292
- Rueang Kham Khan (เรื่องขำขัน) ISBN 9746905074
- Kep Lek Phasom Noi (เก็บเล็กผสมน้อย) ISBN 9746904892
- Klai Rok (ไกลโรค) ISBN 9746904795
- Chom Suan (ชมสวน) ISBN 9749906349
- Talat Nad (ตลาดนัด) ISBN 9746904825
- Tham Haeng Ariya (ธรรมแห่งอริยะ) ISBN 9746904736
- Nam Phrik (น้ำพริก) ISBN 9746904833
- Beng Hek Phuu Thuk Kluen Thang Pen (เบ้งเฮ็ก ผู้ถูกกลืนทั้งเป็น; 2001 [Revised]) ISBN 9749906179
- Arokya (อโรคยา) ISBN 9746903357
- Sapphasat (สรรพสัตว์) ISBN 9746904442
- Khon Khong Lok (คนของโลก; 1967) ISBN 9749906241
- The King of Siam speaks(セーニー・プラーモート共著） ISBN 9748298124

### 演劇
- Rashomon(1965年：日本の『羅生門』を演劇化) (ราโชมอน) ISBN 9749906330

### 翻訳業績
- リチャード・バックのかもめのジョナサン(英：Jonathan Livingston Seagull) をタイ語訳。(จอนะธัน ลิวิงสตัน นางนวล; 1973)

### 翻訳
和訳
- 『王朝四代記』 (全五巻）東南アジアブックス―タイの文学 (17) 吉川 敬子訳　1980　井村文化事業社
- 『幾多の生命』(タイ叢書―文学編〈20〉) レヌカ－・ムシカシントーン訳　1981　井村文化事業社
- (チット・プーミサック共著）『タイのこころ』（シリーズ・アジアのこころ2） 田中忠治(編訳・解説） 1975　めこん  ISBN 978-4839600020
- 『赤い竹 : タイの僧院の物語』並河亮訳　1956　時事通信社

英訳
- "Four Reigns" Trans. Tulachandra 1999 Silkworm Books ISBN 9747100665
- "Many Lives" Trans. Meredith Borthwick 1996 Silkworm Books ISBN 9747100673
- "Red Bamboo" Trans.- 1961 Progress Bookstore